# サッポー詩体
サッポー詩体（サッポーしたい、またはサッポー風スタンザ、英語: Sapphic stanza）は、4行からなる詩形。名称は古代ギリシアの詩人サッポー（サッフォー）に由来する。

## 構造
最初の3つの行は、1行が11音節からできている。最後の行は5音節で、アドニス風詩行（Adonic or adonean line）として知られるが、これを4行めとせず、3行めと合わせて16音節と数えるべきとする説も有力である:84。
```
- u -  x  - u u -   u - x
- u -  x  - u u -   u - x
- u -  x  - u u -   u - x
       - u u - x
```

（「-」は母音の長い（アクセントの強い）音節。「u」は短い（弱い）音節。「x」はどちらでもよい音節、つまりアンケプス）
この11音節詩行は - u | - u | - u u | - u | - u、すなわちトロカイオス2つ、ダクテュロス、トロカイオス2つのように分析されてきたが、韻脚と歩格を単位として分析するのではなく、1行を単位とする別の考え方で処理すべきとする説も有力である:84-85。

## 例
サッポーの有名な詩である『レスボス詩人断片集成』サッポー31番 (Sappho 31) の冒頭の例をあげる。
| Φαίνεταί μοι κῆνος ἴσος θέοισιν | - u - - - u u - u - - | 私にはその男が神々に等しく見える     |
| ἔμμεν᾽ ὤνηρ, ὄττις ἐνάντιός τοι | - u - - - u u - u - - | 彼は君の向かいに                     |
| ἰσδάνει καὶ πλάσιον ἆδυ φωνεί-  | - u - - - u u - u - - | 座って、近くで君が甘く声をたてるのを |
| σᾱς ὐπακούει                    | - u u - -             | 聞いている                           |

サッポーはサッポー詩体で有名だが、自分の詩にさまざまな韻律形式を使っていた。またサッポー詩体をサッポーが発明したのか、それともそれ以前からアイオリス方言（en:Aeolic Greek）に伝統的にあったのかは定かではない。

## 他の詩人たちの使用
サッポーの同時代人・同国人だったアルカイオスもサッポー詩体を使っていた。
ローマの詩人カトゥルスはサッポーの作品を尊敬し、2つの詩（en:Catullus 11とen:Catullus 51）をサッポー詩体で書いた。「51」はサッポーの詩「31」のおおざっぱな翻訳である。ホラティウスも『頌歌』（en:Odes (Horace)）のいくつかでサッポー詩体を使っている。
英語詩では、アルジャーノン・チャールズ・スウィンバーンがその名も『Sapphics』という詩の中でサッポー詩体を真似ている。
Saw the white implacable Aphrodite,
Saw the hair unbound and the feet unsandalled
Shine as fire of sunset on western waters;
Saw the reluctant. . .
アレン・ギンズバーグもサッポー詩体を使った。
Red cheeked boyfriends tenderly kiss me sweet mouthed
under Boulder coverlets winter springtime
hug me naked laughing & telling girl friends
gossip til autumn